# هری و پاترها
هری و پاترها (انگلیسی: Harry and the Potters) یک گروه موسیقی آمریکایی در سبک راک جادوگر است که موسیقی اش بر اساس شخصیت هری پاتر شکل گرفته‌است.